# Divlji kesten
Divlji kesten (lat. Aesculus), biljni rod korisnog i ljekovitog grmlja i drveća iz porodice sapindovki kojemu pripada oko 20 priznatih vrsta, među kojima je najpoznatiji obični divlji kesten (Aesculus hippocastanum). Trinaest vrsta rasprostranjeno je po Euroaziji, od čega u Hrvatskoj rastu tri vrste, to su obični, žuti (Aesculus flava) i crveni divlji kesten (Aesculus pavia). Na području Sjeverne Amerike postoji najmanje šest vrsta.
Divlji kesteni su dugovječna stabla koja mogu biti stara i preko 500 godina, a obični divlji kesten često se javlja po gradskim drvoredima i parkovima, dok je u divljini često u društu uz hrastove i grabove. 
Nije u srodstvu sa (pitomim) kestenom, koji je predstavnik porodice bukovki i čiji se plodovi koriste u ljudskoj prehrani. Plod divljeg kestena koristio se kao hrana za stoku, posebno konje, pa za njega postoji i naziv konjski kesten.
U Japanu raste japanski divlji kesten (Aesculus turbinata), a u Americi kao grm, grmoliki divlji kesten (Aesculus parviflora)

## Vrste
1. Aesculus assamica Griff.
2. Aesculus × bushii C.K.Schneid., prirodni hibrid između A. glabra i A. pavia[1]
3. Aesculus californica (Spach) Nutt.
4. Aesculus × carnea Hayne, umjetni hibrid između A. hippocastanum i A. pavia;[2] crveni divlji kesten, crvenocvjetni kesten, ružičasti kestenovac
5. Aesculus chinensis Bunge
6. Aesculus flava Sol., žuti divlji kesten
7. Aesculus glabra Willd.
8. Aesculus hippocastanum L., obični divlji kesten
9. Aesculus × hybrida DC.; prirodni hibrid između A. flava i A. pavia[3]
10. Aesculus indica (Wall. ex Cambess.) Hook., indijski divlji kesten
11. Aesculus × marylandica Booth ex Dippel; hibrid između A. glabra i A. flava.[4]
12. Aesculus × mutabilis (Spach) Scheele; hibrid između vrsta A. pavia i A. sylvatica[5]
13. Aesculus × neglecta Lindl., prirodni hibrid između A. flava i A. sylvatica.[6]
14. Aesculus parryi A.Gray
15. Aesculus parviflora Walter, sitnocvjetni divlji kesten, grmoliki divlji kesten
16. Aesculus pavia L., američki crveni kesten
17. Aesculus sylvatica W.Bartram
18. Aesculus turbinata Blume, japanski divlji kesten
19. Aesculus × woerlitzensis Koehne